# Lago di Pusiano
Lago di Pusiano este o arie protejată (arie specială de conservare — SAC, sit de importanță comunitară — SCI) din Italia întinsă pe o suprafață de 659 ha, integral pe uscat.

## Localizare
Centrul sitului Lago di Pusiano este situat la coordonatele 45°48′01″N 9°16′13″E / 45.800278°N 9.270278°E.

## Înființare
Situl Lago di Pusiano a fost declarat sit de importanță comunitară în iunie 1995 pentru a proteja 142 de specii de animale. Situl a fost protejat și ca arie specială de conservare în iulie 2016.

## Biodiversitate
Situată în ecoregiunea continentală, aria protejată conține 5 habitate naturale: Lacuri eutrofice naturale cu vegetație de tip Magnopotamion sau Hydrocharition, Cursuri de apă de la nivel de câmpie la nivel montan, cu vegetație Ranunculion fluitantis și Callitricho-Batrachion, Fânețe de joasă altitudine (Alopecurus pratensis, Sanguisorba officinalis), Păduri aluvionare cu Alnus glutinosa și Fraxinus excelsior (Alno-Padion, Alnion incanae, Salicion albae), Păduri mixte riverane de Quercus robur, Ulmus laevis și Ulmus minor, Fraxinus excelsior sau Fraxinus angustifolia, de-a lungul marilor râuri (Ulmenion minoris).
La baza desemnării sitului se află mai multe specii protejate:
- păsări (133): lăcar mare (Acrocephalus arundinaceus), privighetoare-de-baltă (Acrocephalus melanopogon), lăcar-de-mlaștină (Acrocephalus palustris), lăcar-de-rogoz (Acrocephalus schoenobaenus), lăcar-de-lac (Acrocephalus scirpaceus), fluierar de munte (Actitis hypoleucos), pițigoi codat (Aegithalos caudatus), ciocârlie-de-câmp (Alauda arvensis), pescăruș albastru (Alcedo atthis), rață sulițar (Anas acuta), rață pitică (Anas crecca), rață mare (Anas platyrhynchos), fâsă de luncă (Anthus pratensis), fâsă de pădure (Anthus spinoletta), fâsă de pădure (Anthus trivialis), lăstunul mare (Apus apus), egretă mare (Ardea alba), stârc cenușiu (Ardea cinerea), stârc roșu (Ardea purpurea), cucuvea (Athene noctua), rață-cu-cap-castaniu (Aythya ferina), rața moțată (Aythya fuligula), rață roșie (Aythya nyroca), buhai de baltă (Botaurus stellaris), Bucephala clangula, șorecarul comun (Buteo buteo), sticlete (Carduelis carduelis), Certhia brachydactyla, Cettia cetti,  prundaș gulerat mic (Charadrius dubius), chirichița cu obraz alb (Chlidonias hybrida), chirighiță neagră (Chlidonias niger), florinte (Chloris chloris), erete de stuf (Circus aeruginosus), erete vânăt (Circus cyaneus), porumbel gulerat (Columba palumbus), cioară neagră (Corvus corone), cuc (Cuculus canorus), gușă vânătă (Cyanecula svecica), pițigoi albastru (Cyanistes caeruleus), lebădă de vară (Cygnus olor), lăstun de casă (Delichon urbicum), ciocănitoare pestriță mare (Dendrocopos major), Dryobates minor, egretă mică (Egretta garzetta), presură galbenă (Emberiza citrinella), presură de stuf (Emberiza schoeniclus), măcăleandru (Erithacus rubecula), șoim călător (Falco peregrinus), șoimul rândunelelor (Falco subbuteo), vânturel roșu (Falco tinnunculus), muscar negru (Ficedula hypoleuca), cinteză (Fringilla coelebs), Fringilla montifringilla, lișiță (Fulica atra), becațină comună (Gallinago gallinago), găinușă de baltă (Gallinula chloropus), gaiță (Garrulus glandarius), cufundar polar (Gavia arctica), frunzăriță galbenă (Hippolais icterina), Hippolais polyglotta, rândunică (Hirundo rustica), Hydrocoloeus minutus, stârc pitic (Ixobrychus minutus), capîntortură (Jynx torquilla), sfrâncioc roșiatic (Lanius collurio), sfrâncioc mare (Lanius excubitor), pescăruș sur (Larus canus), Larus michahellis, pescăruș râzător (Larus ridibundus), câneparul (Linaria cannabina), grelușel-de-zăvoi (Locustella luscinioides), Locustella naevia, privighetoare (Luscinia megarhynchos), rață fluierătoare (Mareca penelope), rață pestriță (Mareca strepera), Mergellus albellus, Mergus serrator, gaia neagră (Milvus migrans), codobatură galbenă (Motacilla alba), codobatură de munte (Motacilla cinerea), codobatura galbenă (Motacilla flava), muscar sur (Muscicapa striata), rață cu ciuf (Netta rufina), stârc de noapte (Nycticorax nycticorax), pietrar sur (Oenanthe oenanthe), grangur (Oriolus oriolus), vultur pescar (Pandion haliaetus), pițigoi mare (Parus major), vrabie (Passer domesticus), vrabie de câmp (Passer montanus), viespar (Pernis apivorus), cormoran mare (Phalacrocorax carbo), fazan (Phasianus colchicus), codroș de munte (Phoenicurus ochruros), codroșul de pădure (Phoenicurus phoenicurus), pitulice de munte (Phylloscopus collybita), pitulice-fluierătoare (Phylloscopus trochilus), coțofană (Pica pica), ciocănitoarea verde (Picus viridis), Plectrophenax nivalis, corcodel mare (Podiceps cristatus), corcodel-cu-gât-negru (Podiceps nigricollis), pițigoi sur (Poecile palustris), cresteț pestriț (Porzana porzana), brumăriță de pădure (Prunella modularis), Ptyonoprogne rupestris, cristei de baltă (Rallus aquaticus), aușel cu cap galben (Regulus regulus), pițigoi-pungar (Remiz pendulinus), lăstun de mal (Riparia riparia), mărăcinar (Saxicola rubetra), mărăcinar negru (Saxicola torquatus), cănăraș (Serinus serinus), țiclete (Sitta europaea), Spatula clypeata, rață cârâitoare (Spatula querquedula), scatiu (Spinus spinus), chiră de baltă (Sterna hirundo), guguștiuc (Streptopelia decaocto), turturică (Streptopelia turtur), huhurez mic (Strix aluco), graur (Sturnus vulgaris), silvie cu cap negru (Sylvia atricapilla), silvie de zăvoi (Sylvia borin), silvie de câmp (Sylvia communis), silvie-mică (Sylvia curruca), corcodel mic (Tachybaptus ruficollis), Tachymarptis melba, pănțărușul (Troglodytes troglodytes), mierlă (Turdus merula), sturz-cântător (Turdus philomelos), pupăză (Upupa epops)
- amfibieni (2): Rana latastei, Triturus carnifex
- mamifere (2): liliac cu urechi mari (Myotis bechsteinii), liliac cu picioare lungi (Myotis capaccinii)
- nevertebrate (1): rădașcă (Lucanus cervus)
- pești (4): Barbus plebejus, Chondrostoma soetta, Cobitis bilineata, Telestes muticellus

Pe lângă speciile protejate, pe teritoriul sitului au mai fost identificate 7 specii de plante, 7 specii de amfibieni, 18 specii de mamifere, 1 specie de nevertebrate, 6 specii de pești, 9 specii de reptile.